# Équipe du Japon féminine de baseball
Uniformes
L'équipe du Japon de baseball féminin représente la Fédération du Japon de baseball lors des compétitions internationales comme la Coupe du monde.
Son premier match s'est déroulé contre les États-Unis en 2000 au Japon. Elle portait le nom de Team Energen à l'époque. 
Elle participe à la Série Mondiale de baseball féminin de 2001 à 2004,, un événement qui disparait ensuite au profit de la Coupe du monde de baseball féminin. 
En Coupe du monde, elle remporte la médaille d'Argent en 2004 et 2006, puis la médaille d'Or en 2008 et 2010. Elle est en première position du Classement mondial de l'IBAF au 1er septembre 2010.

## Palmarès
Série mondiale:
- 2001 :  2e
- 2002 :  2e
- 2003 :  1er
- 2004 :  1er

Coupe du monde:
- 2004 :  2e
- 2006 :  2e
- 2008 :  1er
- 2010 :  1er